# ディラン・ライリー
ディラン・ライリー（Dylan Riley、1997年5月2日 - ）は、ジャパンラグビーリーグワンの埼玉パナソニックワイルドナイツに所属しているラグビーユニオン選手。

## プロフィール
- オーストラリア・ゴールドコースト出身。
- ポジションはセンター(CTB)。
- 身長 187 cm、体重 102 kg
- 愛称はディル。
- U20オーストラリア代表に選ばれたことがある[1]。
- 日本代表キャップは30。（2025年8月15日現在）

## 略歴
11歳からラグビーを始めた。
サウスポートスクール、ボンド大学、ブリスベンシティーを経て、2018年、パナソニック ワイルドナイツ(現・埼玉パナソニックワイルドナイツ)に加入。
2020年1月12日にジャパンラグビートップリーグ第1節クボタスピアーズ戦に先発出場で日本での公式戦初出場を果たす。
2021年、再結成されたサンウルブズのメンバーに選ばれた。同年10月23日に行われたリポビタンDチャレンジカップ2021オーストラリア戦にて途中出場で日本代表初キャップを獲得した。

## 受賞歴

### ジャパンラグビートップリーグ
- 2020-21トップリーグベスト15

### ジャパンラグビーリーグワン
- 2022リーグワンベスト15(CTB) 最多トライゲッター[6]
- 2022-23リーグワンベスト15(CTB)
- 2023-24リーグワンベスト15(CTB)
- 2024-25リーグワンベスト15(CTB)